# Den moderna suffragetten
Den moderna suffragetten (literalment "la sufragista moderna") és una pel·lícula de comèdia muda sueca en dos actes, estrenada el 15 de desembre de 1913. Fou dirigida per Mauritz Stiller.

## Sinopsi
La Lili i la seva amiga assisteixen a una reunió a Estocolm on la sufragista anglesa Miss Spratt de Londres exalta l'entusiasme de la petita tropa. Durant aquest temps, els homes fan maldestrament els plats i la neteja. Les sufragistes van a una habitació i trenquen les finestres amb destrals, però un foc es propaga al soterrani. S'espanten per un parell de fantasmes que ràpidament apaguen el foc; de fet eren els seus marits els que es disfressaven. En tornar a casa, la Lili té un malson horrible amb finestres trencades i la seva pròpia decapitació.
El marit de la Lili arriba a casa i li diu que és buscada per la policia a causa del devastador incendi perquè s'han trobat les seves empremtes dactilars, així com les de la seva amiga. Sorpresa, Lili abandona les seves idees i torna a ser la bona dona submisa del seu marit.

## Repartiment
- Lili Ziedner: Lili, sufragista
- Richard Lund: el marit de Lili
- Stina Berg: la minyona de la Lili
- Doris Nelson: amiga de la Lili
- Eric Lindholm: el marit de l'amic de la Lili
- Tyra Leijman-Uppström: la minyona
- William Larsson: el policia
- Jenny Tschernichen-Larsson: Senyoreta Spratt
- Georg Grönroos: el guardià de la reunió de sufragistes

## Sobre la pel·lícula
La pel·lícula es va estrenar a l'estranger amb diversos títols: a Alemanya: Die moderne Suffragette; a Noruega: Den modern Sufragette; al Gran Ducat de Finlàndia: Den moderna suffragetten (en suec) i Nykyaikainen suffragetti (en finès).